# Ana Isabel Alonso

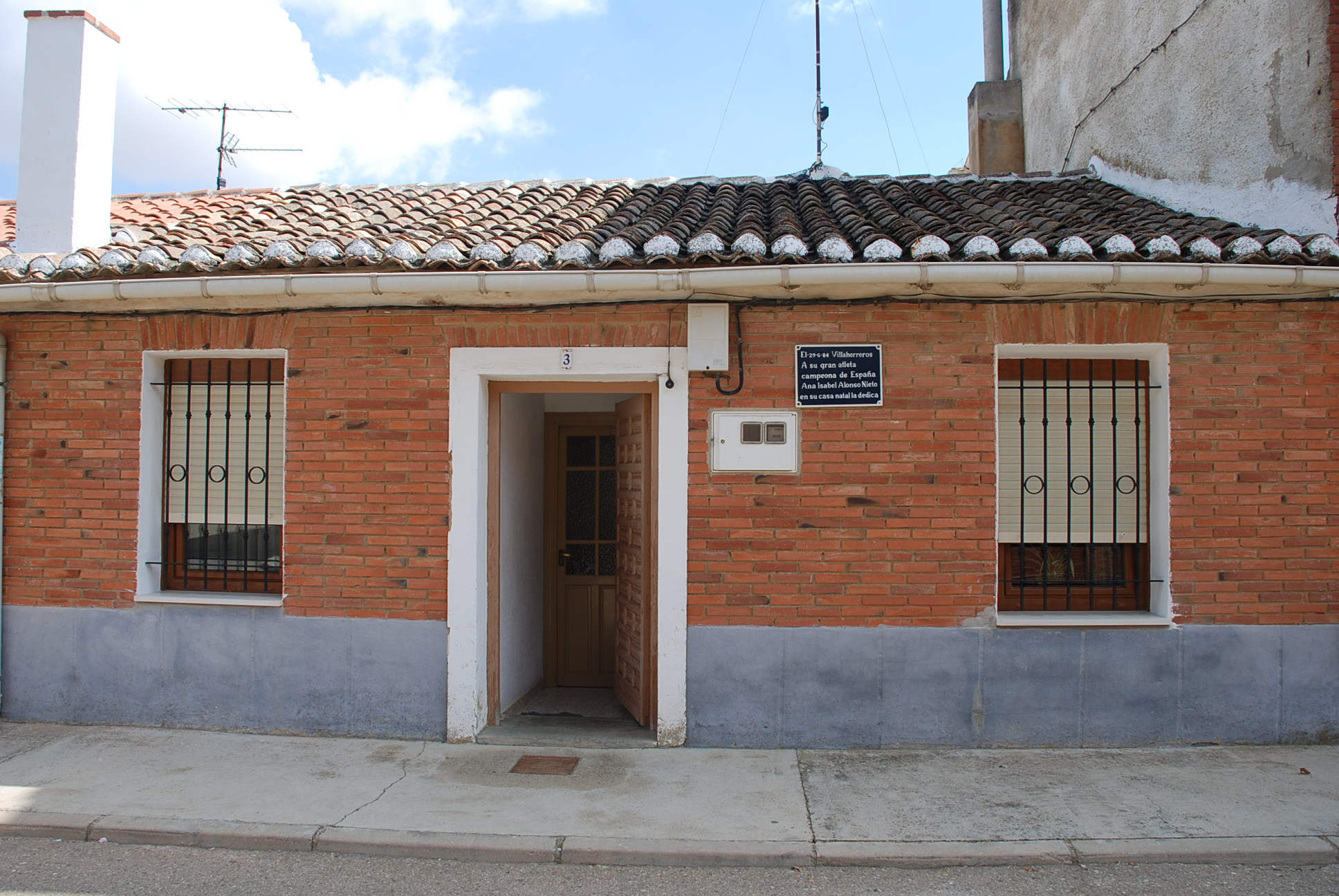
Casa natal de la atleta palentina Ana Isabel Alonso en Villaherreros.

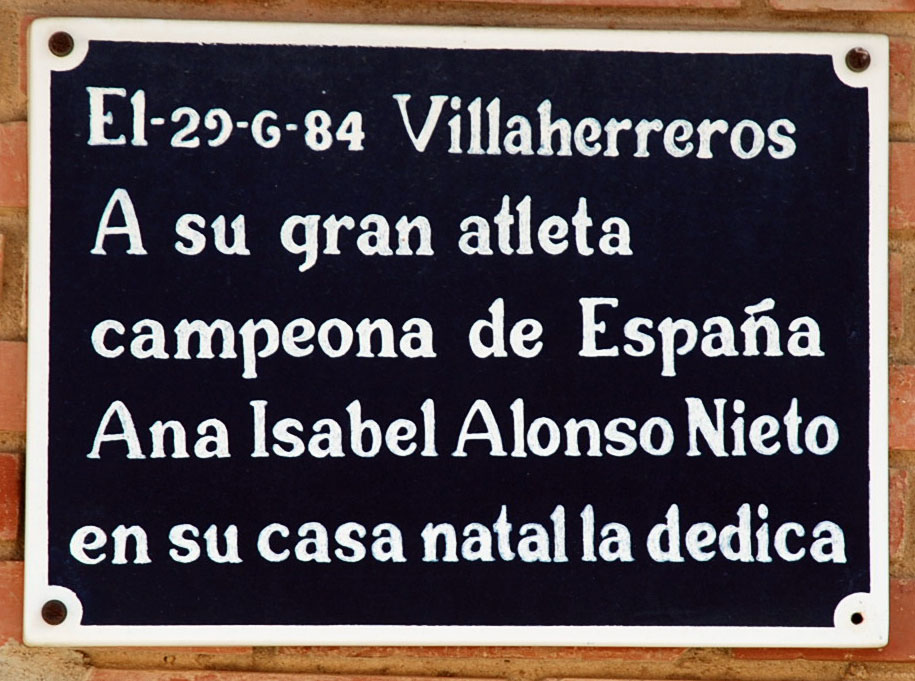
Placa en honor a la atleta en su casa natal.

Ana Isabel Alonso Nieto (n. Villaherreros, Palencia; 16 de agosto de 1963) es una atleta española, especialista en pruebas de fondo. Tuvo el récord de España en Maratón, con 2:26:51, conseguidos en 1995 en San Sebastián, hasta 2022 cuando fue superado por Marta Galimany. Venció dos veces en el Maratón de Barcelona (1997 y 1998), la segunda marcando el récord de la prueba, y una vez el maratón de Róterdam en 2000.   

## Palmarés
| Año  | Competición                           | Sede                                | Resultado |
| ---- | ------------------------------------- | ----------------------------------- | --------- |
| 1980 | Cross Internacional de Venta de Baños | Venta de Baños (Palencia), · España | 1.ª       |
| 1986 | Cross Internacional de Venta de Baños | Venta de Baños (Palencia), · España | 1.ª       |
| 1987 | Cross Internacional de Venta de Baños | Venta de Baños (Palencia), · España | 1.ª       |

## Mejores marcas
| Prueba        | Resultado | Fecha      | Lugar                         | -                |
| 3000 m        | 9:02.63   | 28/08/1998 | Coblenza (Alemania)           |                  |
| 5000 m        | 15:55.53  | 19/07/1987 | Hengelo (Países Bajos)        |                  |
| 10000 m       | 32:28,7   | 30/07/1988 | Vigo (España)                 |                  |
| Media maratón | 1:10:43   | 01/10/1995 | Motbeliard-Berlfort (Francia) |                  |
| Maratón       | 2:26:51   | 15/10/1995 | San Sebastián (España)        | Récord de España |